# وندل موتلی
وندل موتلی (انگلیسی: Wendell Mottley؛ زادهٔ تاریخ ورودی نامعتبر است) اقتصاددان، politician and athlete اهل ترینیداد و توباگو است.
وی در مسابقات کشوری و بین‌المللی در مجموع برندهٔ ۱ مدال نقره، ۱ مدال برنز شده‌است.